# Mark-Anthony Turnage
Mark Anthony Turnage (Corringham, Essex, 10 de junio de 1960) es un compositor inglés de música clásica, uno de los más exitosos compositores de la «Nueva Música» de nuestro tiempo, muy influido por el jazz.

## Biografía

### Formación y carrera
- Estudio en la Royal College of Music con Oliver Knussen y John Lambert.
- Trabajo con Gunther Schuller y Hans Werner Henze en Tanglewood.
- 1989-93 - Compositor asociado («Radcliffe Composer») de la City of Birmingham Symphony Orchestra, bajo la dirección de sir Simon Rattle.
- Compositor asociado de la ENO y en la Contemporary Opera Studio.
- 2000 - Compositor asociado de la Orquesta Sinfónica de la BBC.
- 2005 - En otoño de 2005 fue nombrado miembro del Royal College of Music, «Research Fellow in Composition».
- 2006 - Compositor en residencia de la Orquesta Sinfónica de Chicago, cargo que desempeñará junto al compositor argentino Osvaldo Golijov.

En septiembre de 2006 se casó con Gabriella Swallow, una «personal y articulada violonchelista», como la ha descrito la BBC Radio 3.

## Música
La música de Turnage tiene un estilo personal muy característico, con un fuerte impulso rítmico, armonías de jazz, orquestación muy colorida con un uso destacado de la percusión y el uso de algunos sonidos orquestales o citas escondidas, desde Duke Ellington a temas de series de detectives de la televisión de los años 1970. Disfruta de la reputación de ser uno de los pocos compositores clásicos modernos que pueden escribir «buen jazz moderno».
Es autor de numerosas obras orquestales y bastante música de cámara, además de dos óperas muy representadas: Greek, estrenada en 1988 y escrita para la Biennale de Munich, se basa en la adaptación de Edipo Rey de Steven Berkoff; y de The Silver Tassie, estrenada en 2000, se basa en la obra de Sean O'Casey. 
Al principio de su carrera destacan sobre todo las grandes obras Three Screaming Popes, Kai, Momentum y Drowned Out. En estas últimas, y en el ciclo de canciones Some Days (1989), Turnage da pruebas de una gran libertad expresiva y seguridad. Su puesta a punto tienen un primer punto culminante con el concierto de saxofón, Your Rockaby (1992) y tres años más tarde con Blood On The Floor.
En la segunda mitad de los 1980 Turnage ha escrito principalmente para la escena. La más importante es segunda ópera The Silver Tassie, que se estrenó en febrero de 2000 con gran éxito en la English National Opera.
Actualmente, Turnage compone sobre todo obras instrumentales. Se puede citar en particular A Quick Blast, estrenada en el Cheltenham Festival del año 2001 por la BBCSO o Basse Inventions, estrenada en mayo de 2001 por el célebre bajista de jazz Dave Holland en Ámsterdam. Su siguiente proyecto, Dark Crossing, fue una colaboración con Oliver Knussen y la London Sinfonietta.

## Premios y distinciones
- 1981 - Guinness Composition Prize.
- 1983 - Mendelssohn-Preis.
- 2001 - South Bank Show Award.
- 2001 - Olivier Award for Opera.

## Trivia
Turnage es un ardiente fan del Arsenal FC y su cerveza favorita es Stella Artois.

## Catálogo de obras
| Año       | Obra | Tipo de obra                   | Duración |
| -         | Kind Of Blue, para orquesta.                                                                                     | Música orquestal               | -        |
| 1979      | Let Us Sleep Now. Cortege and Choruses (revisada en 1982), para orquesta.                                        | Música orquestal               | 11:00    |
| 1981      | Night Dances, para orquesta.                                                                                     | Música orquestal               | 14:00    |
| 1982      | Entranced (rev 1986), para piano.                                                                                | Música solista (piano)         | 08:00    |
| 1984      | After Dark, para 10 intérpretes.                                                                                 | Música instrumental            | 12:00    |
| 1985      | Ekaya. Elegy in memory of Marvin Gaye, para conjunto instrumental.                                               | Música instrumental (conjunto) | 07:00    |
| 1985      | On All Fours, para conjunto de cámara.                                                                           | Música orquestal (cámara)      | 13:00    |
| 1985      | Sarabande, para ssax/(desk bell), piano/(desk bell).                                                             | Música instrumental            | 05:00    |
| 1986      | One Hand in Brooklyn Heights, para SSAATTBB y percusión.                                                         | Música vocal                   | 15:00    |
| 1986/88   | Greek, ópera in dos actos.                                                                                       | Música de ópera                | 90:00    |
| 1987      | Gross Intrusion, para conjunto instrumental.                                                                     | Música instrumental (conjunto) | 12:00    |
| 1988      | Beating About The Bush, para mezzo soprano y ensemble (esbozo).                                                  | Música vocal (instrumentos)    | 10:00    |
| 1988      | Release, para ocho intérpretes.                                                                                  | Música instrumental            | 08:00    |
| 1988/89   | Three Screaming Popes after Francis Bacon, para gran orquesta.                                                   | Música orquestal               | 15:00    |
| 1988/90   | Kai, para solo chelo y ensemble.                                                                                 | Música instrumental (conjunto) | 20:00    |
| 1989      | Some Days, para mezzo soprano y orquesta.                                                                        | Música vocal (orquesta)        | 15:00    |
| 1989      | Greek Suite. | Música orquestal (suite)       | 25:00    |
| 1990      | Three Farewells, para flute, bass clarinet, harp y string quartet.                                               | Música instrumental (conjunto) | 12:00    |
| 1990/91   | Momentum, para orquesta.                                                                                         | Música orquestal               | 10:00    |
| 1991      | Her Anxiety, para sop, ob, cl, bn, harp, vn, va, vc.                                                             | Música vocal (instrumentos)    | 12:00    |
| 1992      | Leaving, para soprano, tenor, coro SATB y orquesta.                                                              | Música coral (orquestal)       | 25:00    |
| 1992      | Killing Time, para conjunto instrumental.                                                                        | Música instrumental (conjunto) | 32:00    |
| 1992/93   | This Silence, para clarinete, horn, bassoon y string quintet.                                                    | Música instrumental (conjunto) | 15:00    |
| 1992/93   | Your Rockaby, para saxo soprano y orquesta.                                                                      | Música orquestal (concertante) | 24:00    |
| 1992/93   | Drowned Out, para gran orquesta.                                                                                 | Música orquestal               | 22:00    |
| 1992/93   | Set to, para brass ensemble.                                                                                     | Música instrumental (conjunto) | 08:00    |
| 1993      | At Close Of Day. Nocturne And Passacaglia, para hn, piano y violín.                                              | Música instrumental (trío)     | 12:00    |
| 1993      | A Deviant Fantasy (arrangement around Bach Fantasia BWV 572), para 3 cl. bcl                                     | Música instrumental            | -        |
| 1994      | Two Elegies Framing A Shout, para saxo soprano y piano.                                                          | Música instrumental (dúo)      | 14:00    |
| 1994/95   | Dispelling the Fears, after a painting by Heather Betts, para dos trompetas y orquesta.                          | Música orquestal (concertante) | 20:00    |
| 1994/95   | Blood on the Floor, para three jazz soloists y large ensemble.                                                   | Música orquestal (concertante) | 70:00    |
| 1994/96   | Twice Through the Heart. Dramatic scena, para mezzo soprano y 16 intérpretes.                                    | Música teatral                 | 30:00    |
| 1995/96   | Four-Horned Fandango, para 4 solo horns y orquesta (rev. 2000.                                                   | Música orquestal (concertante) | 15:00    |
| 1996      | Anthem (Peter Erskine arr. Turnage), para conjunto instrumental.                                                 | Música instrumental (conjunto) | 04:00    |
| 1996/2001 | Scorched, para trio de jazz y orquesta.                                                                          | Música orquestal               | 80:00    |
| 1997      | The Country Of The Blind, ópera de cámara en seis escenas.                                                       | Música de ópera                | 45:00    |
| 1997      | Cortege for Chris, para cl, vc y piano.                                                                          | Música instrumental (trío)     | 03:00    |
| 1997/98   | An Invention on "Solitude", para clarinete quinteto (rev 1999. Nueva vers. 2004 for clar y small orquesta)".     | Música instrumental (conjunto) | 08:00    |
| 1997/99   | The Silver Tassie, ópera en cuatro actos (16 de febrero de 2000 Londres, Coliseum English National Opera ).      | Música de ópera                | 120:00   |
| 1998      | Evening Songs, para orquesta.                                                                                    | Música orquestal               | 18:00    |
| 1998      | Silent Cities, Variants Surrounding a tune by John Scofield, para orquesta.                                      | Música orquestal               | 20:00    |
| 1998      | Still Sleeping, para orquesta.                                                                                   | Música orquestal               | 06:00    |
| 1999      | About Time (rev 2000), para conjunto instrumental y period instrumentos.                                         | Música instrumental (conjunto) | 12:00    |
| 1999/2000 | Bass Inventions, para double bass y ensemble.                                                                    | Música instrumental (conjunto) | 45:00    |
| 1999/2000 | Fractured Lines, on a tune by Peter Erskine. Double percussion concerto.                                         | Música orquestal (concierto)   | 20:00    |
| 2000      | Another Set To, para trombone y orquesta.                                                                        | Música orquestal (concertante) | 12:00    |
| 2000      | Vocalise, para chelo y piano.                                                                                    | Música instrumental (dúo)      | -        |
| 2000      | Three Songs, para Baritone y Piano [Last Words - Mourned - The Singing Cat.                                      | Música vocal (piano)           | 07:00    |
| 2000      | True Life Stories. Five Meditations, para piano.                                                                 | Música solista (piano)         | 12:00    |
| 2000-02   | The Torn Fields, para barítono y ensemble.                                                                       | Música vocal (instrumentos)    | 25:00    |
| 2000-02   | Etudes and Elegies [I. A Quick Blast. II Uninterrupted Sorrow. III A Quiet Life], para conjuntos instrumentales. | Música instrumental (conjunto) | 35:00    |
| 2001      | When I Woke (Dylan Thomas), para barítono y orquesta de cámara.                                                  | Música vocal (orquesta)        | 13:00    |
| 2001      | Dark Crossing, para orquesta de cámara.                                                                          | Música orquestal (cámara)      | 20:00    |
| 2001-02   | The Game is Over, para coro mixto (SATB) y orquesta.                                                             | Música coral (orquesta)        | 09:00    |
| 2002      | Slide Stride, para quinteto con piano.                                                                           | Música instrumental (quinteto) | 12:00    |
| 2002      | Snapshots, para gran ensemble.                                                                                   | Música instrumental (conjunto) | 03:00    |
| 2002      | Uninterrupted Sorrow, para orquesta.                                                                             | Música orquestal               | 15:00    |
| 2002      | On Opened Ground. Concerto, para viola y orquesta.                                                               | Música orquestal (Concierto)   | 25:00    |
| 2003      | A Man Descending, para saxo tenor y orquesta de cámara.                                                          | Música orquestal (concertante) | 16:00    |
| 2003      | No Let Up, para conjunto instrumental.                                                                           | Música instrumental (conjunto) | 10:00    |
| 2003      | A Relic of Memory, para coro mixto y orquesta.                                                                   | Música coral (orquesta)        | 17:00    |
| 2003      | Calmo, para coro a cappella y campanas.                                                                          | Música coral (capella)         | 05:00    |
| 2003      | Crying Out Loud, para gran ensemble.                                                                             | Música instrumental (conjunto) | 15:00    |
| 2003      | Eulogy, para viola y ensemble.                                                                                   | Música instrumental (conjunto) | 10:00    |
| 2003      | Riffs and Refrains, para clarinete y orquesta.                                                                   | Música orquestal (concertante) | 18:00    |
| 2003      | Two Fanfares and a Lament, para coro mixto y ensemble.                                                           | Música coral (instrumentos)    | 08:00    |
| 2003      | A Short Procession, para piano trio.                                                                             | Música instrumental (trío)     | 09:00    |
| 2003-04   | Scherzoid, para orquesta.                                                                                        | Música orquestal               | 18:00    |
| 2003-04   | Two Baudelaire Songs [1. Harmonie du soir; 2. L'invitation au Voyage], para soprano y seven instruments.         | Música vocal (instrumentos)    | 10:00    |
| 2004      | From the Wreckage, para trompeta y orquesta.                                                                     | Música orquestal (concertante) | 15:00    |
| 2004      | An Aria (with dancing), para trompeta.                                                                           | Música solista (trompeta)      | 04:00    |
| 2004      | A Fast Stomp, para piano trio.                                                                                   | Música instrumental (trío)     | 09:00    |
| 2004      | A Few Serenades, para chelo y piano.                                                                             | Música instrumental (dúo)      | 12:00    |
| 2004      | A Soothing Interlude, para trombón y orquesta de cuerdas.                                                        | Música orquestal (cámara)      | 04:00    |
| 2004      | Yet Another Set To, para trombón y orquesta.                                                                     | Música orquestal (concertante) | 20:00    |
| 2004      | Carnac, para clarinete y piano.                                                                                  | Música instrumental (dúo)      | 02:00    |
| 2004-05   | A Slow Pavane, para trío con piano.                                                                              | Música instrumental (trío)     | 05:00    |
| 2005      | Lullaby for Hans, para orquesta de cuerdas.                                                                      | Música orquestal (cámara)      | 06:00    |
| 2005      | Juno, para orquesta.                                                                                             | Música orquestal               | 06:00    |
| 2005      | Ceres, para orquesta.                                                                                            | Música orquestal               | 06:00    |
| 2005-06   | From All Sides, para orquesta.                                                                                   | Música orquestal               | 19:00    |
| 2005      | Hidden Love Song, para saxo soprano y orquesta.                                                                  | Música orquestal (concertante) | 10:00    |
| 2005      | Bleak Moments, para trompa y cuarteto de cuerdas.                                                                | Música instrumental            | 10:00    |
| 2005      | The Torino Scale, para orquesta.                                                                                 | Música orquestal               | 04:00    |
| 2006      | Misere Nobis, para coro SATB a cappella.                                                                         | Música coral (capella)         | 04:00    |
| 2006      | Returning , para sexteto de cuerdas.                                                                             | Música instrumental            | 15:00    |
| 2006      | Fanfare (from all sides), para ocho trompetas.                                                                   | Música instrumental            | 03:00    |
| 2006      | Claremont Carol, para sopranos and optional altos and piano (or organ).                                          | Música vocal (piano)           | 04:00    |
| 2006      | Christmas Night, para coro SATB y piano (u órgano).                                                              | Música coral (piano)           | 04:00    |
| 2006      | Ah, Quegli Occhi! Ah, those eyes!, para saxo soprano.                                                            | Música solista (saxofón)       | 03:00    |
| 2007      | Chicago Remains, para orquesta.                                                                                  | Música orquestal               | 20:00    |
| 2007      | A Prayer Out of Stillness, concertante para contrabajo y orquesta de cuerdas.                                    | Música orquestal (concertante) | 15:00    |
| 2007      | Tango, para ensemble.                                                                                            | Música instrumental            | 03:00    |
| 2011      | Anna Nicole. | Ópera                          | 120:00   |